# Partir un jour
Partir un jour è un adattamento del cortometraggio omonimo della regista Amélie Bonnin. Il film è stato presentato "fuori concorso" all'apertura del Festival di Cannes 2025.

## Trama
Cécile si è fatta conoscere come chef partecipando al programma televisivo Top Chef e sta preparando, insieme al suo compagno e assistente in cucina, l'apertura di un ristorante gourmet. Ma dopo l'infarto del padre è costretta a lasciare Parigi e a tornare temporaneamente nel villaggio della sua infanzia e al ristorante di strada gestito dai suoi genitori. Durante il suo soggiorno nel paese natale incontra Raphaël, il suo amore d'infanzia, che metterà in crisi le sue certezze.

## Critica
Il film ha ricevuto recensioni generalmente positive. Il critico cinematografico Simone Emiliani su Sentieri selvaggi scrive che la regista "resta però chiusa nella sua sicura medietà, non trova il cambio di marcia (e forse, non lo vuole trovare) e lascia che il suo film possa galleggiare in acque sicure", mentre Enrico Azzano su Quinlan descrive il film come "gradevole, innocuo, decisamente troppo esile per reggere il peso della Croisette".